# 12259 Szukalski
12259 Szukalski eller 1989 SZ1 är en asteroid i huvudbältet som upptäcktes den 26 september 1989 av den belgiske astronomen Eric W. Elst vid La Silla-observatoriet. Den är uppkallad efter skulptören Albert Szukalski.
Asteroiden har en diameter på ungefär 4 kilometer.